# أسوني زونجو
أسوني زونجو (بالفرنسية: Ousseni Zongo)‏ (6 أغسطس 1984 بواغادوغو في بوركينا فاسو - ) هو لاعب كرة قدم باركينسي في مركز الهجوم. شارك مع منتخب بوركينا فاسو لكرة القدم. أما مع النوادي، فقد لعب مع نادي أروكا ونادي تونديلا ونادي جل فيسنتي ونادي رويال أندرلخت ونادي فاليتا ويو دي ليريا ونادي واكر إنسبروك (2002) وMsida Saint-Joseph F.C. ‏ ونادي موستا ‏.

## وصلات خارجية
- أسوني زونجو على موقع الاتحاد الدولي (مؤرشف)  (الإنجليزية)
- أسوني زونجو على موقع قاعدة بيانات كرة القدم.إي يو (الإنجليزية)
- أسوني زونجو على موقع ناشيونال فوتبول تيمز (الإنجليزية)
- أسوني زونجو على موقع Soccerway.com (الإنجليزية)